# Xestoleberis datelinensis
Xestoleberis datelinensis is een mosselkreeftjessoort uit de familie van de Xestoleberididae. De wetenschappelijke naam van de soort is voor het eerst geldig gepubliceerd in 1976 door Holden.